# 張壩桂圓林
張壩桂圓林位於四川省瀘州市江陽區，文物遺址年代判定為清代。2007年6月1日公佈為四川省第七批文物保護單位。